# Tiassalé
Tiassalé – miasto w południowej części Wybrzeża Kości Słoniowej, stolica departamentu Tiassalé.

## Środowisko naturalne
W Tiassalé panuje klimat tropikalny. Średnia roczna temperatura wynosi 27,2 °C, najwyższa jest w marcu (28,6 °C), zaś najniższa – w sierpniu (25,2 °C). Średnia roczna suma opadów to 1278 mm, największe opady są w czerwcu, a najmniejsze – w grudniu (18 mm), styczniu (30 mm) i sierpniu (46 mm). Różnica między opadami w najwilgotniejszym i najsuchszym miesiącu wynosi 219 mm.

## Demografia
W 2014 roku w Tiassalé mieszkało 20 057 osób, z czego 52,6% stanowili mężczyźni.

## Współpraca
Miejscowość partnerska:
- Ottignies-Louvain-la-Neuve, Belgia